# (9907) Oïlée
(9907) Oïlée, désignation internationale (9907) Oileus, est un astéroïde troyen jovien.

## Description
(9907) Oïlée est un astéroïde troyen jovien, camp grec, c'est-à-dire situé au point de Lagrange L4 du système Soleil-Jupiter. Il présente une orbite caractérisée par un demi-grand axe de 5,295 UA, une excentricité de 0,066 et une inclinaison de 8,1° par rapport à l'écliptique.
Il est nommé en référence au personnage de la mythologie grecque Oïlée, acteur du conflit légendaire de la guerre de Troie.

## Compléments